# Faverolles (Indre)
Faverolles település Franciaországban, Indre megyében. Lakosainak száma 302 fő (2018. január 1.). Faverolles Luçay-le-Mâle, Villentrois, Châteauvieux és Nouans-les-Fontaines községekkel határos.

## Népesség
A település népességének változása:
| Lakosok száma | 688  | 551  | 444  | 379  | 350  | 349  | 348  | 320  | 306  | 302  |
|               | 1968 | 1975 | 1982 | 1999 | 2006 | 2011 | 2013 | 2016 | 2017 | 2018 |